# Windows CE 5.0
Windows CE 5.0（ウィンドウズ シーイー）は、マイクロソフトが開発した組み込み機器向けの32ビットのマルチタスク/マルチスレッドリアルタイムオペレーティングシステム (RTOS)。一般にはHandheld PCやPocket PCなどのPDAで使われているオペレーティングシステム (OS) として知られている。2004年7月発表。

## 概要
2004年7月9日にリリースされたWindows CE 5.0は、Windows CE 4.2、Windows CE.netファミリーの後継OSである。
Windows 9x系やWindows NT系等と共に、Windowsファミリーに属する。また、組み込み用OSとしてWindows Embeddedファミリーにも位置する。パーソナルコンピュータ (PC) 用Windowsと異なりOSのみで一般に販売されることはなく、対象となる装置に組み込んで使用することを前提としている。そのため、コストの低さ、シンプルさなどの点で評価されている。
メインストリームサポートは2009年10月13日に終了し、延長サポートは2014年10月14日に終了した。
x86、ARM、MIPS、SuperH マイクロプロセッサをサポートしている。

## 名称
「CE」の名称は家電を意味するConsumer Electronicsの略と言われているが、マイクロソフトによると、「CEは何かしらの略語ではないが、"Compact," Connectable," Compatible," "Companion," and "Efficient."（小さく、つなぎやすく、互換性のある、つきあえる、効率的なもの）の意味合いがある」と説明している。